# Жива историја
Жива историја (енгл. Living history) је аутобиографска књига Хилари Клинтон (енгл. Hillary Rodham Clinton), америчке политичарке и правнице, објављена 2003. године. Српско издање објавиле су 2011. године издавачке куће Клуб плус из Београда и Атлас фондација из Подгорице, у преводу Мире и Вере Глигоријевић, Владе Матеса, Марије Којчић и Жике Ивановића.

## О ауторки
Хилари Дајана Родам Клинтон рођена 26. октобра 1947. године у Чикагу је америчка политичарка и супруга бившег америчког председника Била Клинтона. Године 2020. постала је 11. ректор Универзитета Квинс у Белфасту, прва жена на тој позицији.

## О књизи
Жива историја је књига сећања бивше прве даме Америке за коју је добила аванс од осам милиона долара. У књизи пише отворено, духовито и динамично о свом одрастању педесетих година у средини америчке средње грађанске класе, о студентским данима па до уласка у Белу кућу.
Хилари у књизи пише о животу са Билом и тридесет година љубави и политике. Говори о праштању, Бушу, политичким смицалицама, о томе да ли планира да се врати у Белу кућу.
Књига приказује Хилари и о времену када је постала пунолетна у време бурних друштвених и политичких промена у Америци. Одрасла уз изборе и могућности који су били непознате њеној мајци или баки, као и многим женеама њене генерације. Зацртала је себи сопствени курс кроз неистражен терен. Супруга, мајка, адвокат, и међународна икона, проживела је велике америчке политичке ратове.
Хилари је једина прва дама која је играла главну улогу у обликовању домаћег законодавства, те је путовала широм земље да би се залагала за здравствену заштиту, проширила економске и образовне могућности и промовисала потребе деце и породица. Редефинисала је позицију прве даме и помогла да се спасе председништво од неуставног, политички мотивисаног опозива.
Књига Жива историја је интимна, моћна и инспиративна прича која обухвата суштину једне од најистакнутијих жена нашег времена и изазован процес којим је дошла да се дефинише и пронађе свој глас - као жена и као застрашујућа фигура у америчкој политици.